# Karin Eriksson (länsantikvarie)
Karin Gunnel Ingegerd Eriksson, född Lundström den 20 januari 1937 i Stockholm, död den 16 april 2014 i Umeå, var åren 1976–2002 länsantikvarie i Västerbotten samt engagerad som folkbildare, föreläsare och debattör.

## Biografi
Karin Eriksson växte upp i Vaxholm med två bröder. År 1948 flyttade familjen till Umeå, där fadern som var jurist, fick tjänst vid Hovrätten för Övre Norrland och modern blev teckningslärare vid Umeå kommunala flickskola. Hon tog studentexamen 1956 vid Högre allmänna läroverket i Umeå, som följdes av studier i franska och konsthistoria vid Stockholms högskola och Uppsala universitet. I Uppsala gifte hon sig 1959 med Jan Eriksson och med honom fick hon två döttrar. Två år senare flyttade de till Umeå. År 1970 gifte hon om sig med kulturgeografen Gösta Weissglas; året därpå föddes deras gemensamma dotter.
Hon blev antikvarie vid Västerbottens museum 1963 och förste antikvarie där 1974. Året därpå disputerade hon på avhandlingen Studier i Umeå stads byggnadshistoria: från 1621 till omkring 1895. Den 1 oktober 1976 tillträdde hon den nyinrättade tjänsten som länsantikvarie vid länsstyrelsen i Västerbottens län. I den rollen engagerade sig hon i olika sakfrågor, såsom bevarandet av Moritzska gården och olika riksintressen i centrala Umeå.
Eriksson tilldelades 1994 Umeå kommuns kulturstipendium, Minerbelöningen.
Efter sin pensionering 2002 satt hon som styrelseordförande i Stiftelsen Olofsfors Bruksmuseum. Karin Eriksson är gravsatt i minneslunden på Norra kyrkogården på Sandbacka, Umeå i Umeå.